# Telesforus
Svatý Telesforus, latinsky: Telesphorus, byl osmým papežem katolické církve. Jeho pontifikát se datuje do let 125/128–136/138.

## Život
Svatý Telesforus byl papežem přibližně v letech 125 až 136. Jeho pontifikát začal za vlády císaře Hadriána a skončil v průběhu vlády Antonina Pia. Vatikánské „Annuario Pontificio“ uvádějí, že byl původem Řek a papežem byl od roku 127 nebo 128 do roku 137 nebo 138. Během svého působení v čele církve se musel potýkat s rostoucím počtem heretiků, podobně jako jeho nástupci.
Zpravidla se mu přisuzuje:
- zavedení tří mší o Vánocích, včetně půlnoční mše;
- pevné stanovení neděle velikonoční;
- zavedení čtyřicetidenního půstu před Velikonocemi;
- zpívaná část mše „Gloria in excelsis Deo“.

Mnozí církevní historici však o těchto reformách pochybují.
Spisovatel Ireneus uvádí, že byl Telesforus mučedníkem. V jeho případě jde o první doložené mučednictví papeže po svatém Petrovi. Je patronem karmelitánů, neboť podle legendy byl poustevníkem na hoře Karmel.
Podle římskokatolického kalendáře připadá jeho památka na 5. leden, ve východní církvi pak na 22. únor.